# Кубок Шпенглера 2013
Кубок Шпенглера 2013 — 87-й традиційний турнір Кубок Шпенглера, що проходив у швейцарському місті Давос в період з 26 по 31 грудня 2013 року.
Традиційно окрім господарів хокейного клубу «Давос» та збірної команди Канади в ньому брали участь: чеський клуб ХК «Вітковіце», швейцарський клуб «Серветт-Женева», російський ЦСКА (Москва) та американський Рочестер Американс.
За регламентом змагань переможці груп виходять безпосередньо до півфіналу, а команди, які зайняли 2-3 місця, починають боротьбу з 1/4 фіналу.

## Попередній раунд

### Група «Торріані»
| 26 грудня 2013 15:00 | «Серветт-Женева» | 5 : 0 (1:0, 1:0, 3:0) | Рочестер Американс | Вайлент Арена, Давос Глядачів: 5,865 |

| Протокол | Протокол      | Протокол  | Протокол      | Протокол               |
| --- | ------------- | --------- | ------------- | ---------------------- |
| | Тобіас Штефан | Голкіпери | Метью Гаккетт | Арбітри: Оленін Рейбер |
| Даугавіньш (Ломбарді) 11:41 Ломбарді (Стаффорд, Даугавіньш) 38:49 Ломбарді (Джон Фріче-молодший, Інті Пестоні) 45:11 Юрай Шімек (Горан Безіна) 46:46 Коді Альмонд (Александр Пікард, Шімек) 56:22 |               |           |               | Арбітри: Оленін Рейбер |
| 33 хв. | Вилучення     | 60 хв.    |               | Арбітри: Оленін Рейбер |
| 37 | Кидки         | 23        |               | Арбітри: Оленін Рейбер |

| 27 грудня 2013 15:00 | ЦСКА | 4 : 3 (1:1, 1:1, 2:1) | Рочестер Американс | Вайлент Арена, Давос Глядачів: 6,303 |

| Протокол | Протокол        | Протокол                                                                   | Протокол      | Протокол               |
| --- | --------------- | -------------------------------------------------------------------------- | ------------- | ---------------------- |
| | Растіслав Станя | Голкіпери                                                                  | Метью Гаккетт | Арбітри: Патафі Рейбер |
| Григоренко (Прохоркін, Зайцев) 15:02 Радулов (Григоренко) 23:32 Прохоркін (Зайцев, Радулов) 48:46 Григоренко (Радулов) 54:52 |                 | 19:54 Філ Вароне 20:28 Люк Адам (Філ Вароне, Дан Катенначі) 59:59 Люк Адам |               | Арбітри: Патафі Рейбер |
| 4 хв. | Вилучення       | 10 хв.                                                                     |               | Арбітри: Патафі Рейбер |
| 38 | Кидки           | 28                                                                         |               | Арбітри: Патафі Рейбер |

| 28 грудня 2013 15:00 | «Серветт-Женева» | 4 : 3 ОТ (1:1, 1:2, 1:0, 1:0) | ЦСКА | Вайлент Арена, Давос Глядачів: 6,303 |

| Протокол | Протокол     | Протокол                                                         | Протокол    | Протокол                      |
| --- | ------------ | ---------------------------------------------------------------- | ----------- | ----------------------------- |
| | Роберт Мейєр | Голкіпери                                                        | Проскуряков | Арбітри: Денні Курманн Рейбер |
| Голленштайн (Арнауд Жакюме, Кевін Ромі) 08:06 Даугавіньш (Маркус Нордлунд, Інті Пестоні) 34:03 Александр Пікард (Інті Пестоні, Даугавіньш) 56:37 Даугавіньш (Стаффорд, Деніс Голленштайн) 61:53 |              | 02:15 Фролов 27:38 Радулов (Проскуряков) 30:57 Федоров (Єгоршев) |             | Арбітри: Денні Курманн Рейбер |
| 8 хв. | Вилучення    | 6 хв.                                                            |             | Арбітри: Денні Курманн Рейбер |
| 41 | Кидки        | 29                                                               |             | Арбітри: Денні Курманн Рейбер |

| Команда            | В | ВО | ПО | П | ШЗ | ШП | Очк |
| ------------------ | - | -- | -- | - | -- | -- | --- |
| «Серветт-Женева»   | 1 | 1  | 0  | 0 | 9  | 3  | 5   |
| ЦСКА               | 1 | 0  | 1  | 0 | 7  | 7  | 4   |
| Рочестер Американс | 0 | 0  | 0  | 2 | 3  | 9  | 0   |

### Група «Каттіні»
| 26 грудня 2013 20:15 | Канада | 5 : 4 (2:2, 1:2, 2:0) | ХК «Вітковіце» | Вайлент Арена, Давос Глядачів: 6,076 |

| Протокол | Протокол    | Протокол | Протокол        | Протокол                           |
| --- | ----------- | --- | --------------- | ---------------------------------- |
| | Кріс Мейсон | Голкіпери | Філіп Шинделарж | Арбітри: Денні Курманн Дідьє Массі |
| Александр Болдюк (Трейвіс Ергарт) 02:33 Глен Метрополіт (Джефф Кінрад) 09:46 Майкл ДюПонт (Якоб Мікфлікер) 33:38 Байрон Річі (Ерік Бодуен, Майкл ДюПонт) 47:58 Д. Вальзер (Ентоні Стюарт, Глен Метрополіт) 53:49 |             | 04:20 Лукаш Кучера (Міхал Глінка, Петр Колоуч) 17:05 Ріхард Стеглик (Жан-Андреа Рандеггер, Їржі Бюргер) 31:26 Рудолф Гуна (Владімір Свачина) 33:49 Петр Гузевка (Міхал Вандас) |                 | Арбітри: Денні Курманн Дідьє Массі |
| 12 хв. | Вилучення   | 26 хв. |                 | Арбітри: Денні Курманн Дідьє Массі |
| 42 | Кидки       | 22 |                 | Арбітри: Денні Курманн Дідьє Массі |

| 27 грудня 2013 20:15 | «Давос» | 5 : 1 (2:0, 2:0, 1:1) | ХК «Вітковіце» | Вайлент Арена, Давос Глядачів: 6,303 |

| Протокол | Протокол         | Протокол                         | Протокол    | Протокол                       |
| --- | ---------------- | -------------------------------- | ----------- | ------------------------------ |
| | Леонардо Дженоні | Голкіпери                        | Роман Малек | Арбітри: Дідьє Массі К. Оленін |
| Біт Форстер (Петер Гуггісберг, Андрес Амбюхл) 02:51 Діно Візер (Даріо Бюрглер, Рето вон Аркс) 03:12 Робін Гроссманн (Рене Бак) 22:43 Грегорі Гофманн (Раян О'Коннор) 26:04 Вілле Койстінен (Даріо Бюрглер) 43:36 |                  | 44:14 Роман Стурк (Міхал Глінка) |             | Арбітри: Дідьє Массі К. Оленін |
| 6 хв. | Вилучення        | 12 хв.                           |             | Арбітри: Дідьє Массі К. Оленін |
| 21 | Кидки            | 37                               |             | Арбітри: Дідьє Массі К. Оленін |

| 28 грудня 2013 20:15 | Канада | 2 : 3 (0:0, 0:2, 2:1) | «Давос» | Вайлент Арена, Давос Глядачів: 6,303 |

| Протокол                                                                           | Протокол   | Протокол | Протокол     | Протокол                  |
| ---------------------------------------------------------------------------------- | ---------- | --- | ------------ | ------------------------- |
|                                                                                    | Аллен Йорк | Голкіпери | Міка Норонен | Арбітри: Патафі К. Оленін |
| Даррен Гайдар (Байрон Річі, Джейсон Вільямс) 44:45 Максим Норо (Байрон Річі) 58:03 |            | 27:19 Маркус Паульссон (Ніклас Перссон) 31:43 Петер Гуггісберг (Енцо Корві) 57:01 Андрес Амбюхл (Біт Форстер) |              | Арбітри: Патафі К. Оленін |
| 12 хв.                                                                             | Вилучення  | 14 хв. |              | Арбітри: Патафі К. Оленін |
| 26                                                                                 | Кидки      | 29 |              | Арбітри: Патафі К. Оленін |

| Команда        | В | ВО | ПО | П | ШЗ | ШП | Очк |
| -------------- | - | -- | -- | - | -- | -- | --- |
| «Давос»        | 2 | 0  | 0  | 0 | 8  | 3  | 6   |
| Канада         | 1 | 0  | 0  | 1 | 7  | 7  | 3   |
| ХК «Вітковіце» | 0 | 0  | 0  | 2 | 5  | 10 | 0   |

## Фінальний раунд

### 1/4 фіналу
| 29 грудня 2013 15:00 | ЦСКА | 3 : 2 ОТ (0:0, 2:2, 0:0, 1:0) | ХК «Вітковіце» | Вайлент Арена, Давос Глядачів: 6,303 |

| Протокол                                                                                 | Протокол        | Протокол                                                                               | Протокол        | Протокол                    |
| ---------------------------------------------------------------------------------------- | --------------- | -------------------------------------------------------------------------------------- | --------------- | --------------------------- |
|                                                                                          | Растіслав Станя | Голкіпери                                                                              | Філіп Шинделарж | Арбітри: Дідьє Массі Патафі |
| Зайнуллін (Мішарін, Любимов) 29:45 Жарков (Прохоркін, Рилов) 39:51 Рилов (Мішарін) 60:46 |                 | 24:36 Ріхард Стеглик (Їржі Бюргер) 25:06 Владімір Свачина (Рудолф Гуна, Ондржей Роман) |                 | Арбітри: Дідьє Массі Патафі |
| 10 хв.                                                                                   | Вилучення       | 10 хв.                                                                                 |                 | Арбітри: Дідьє Массі Патафі |
| 36                                                                                       | Кидки           | 37                                                                                     |                 | Арбітри: Дідьє Массі Патафі |

| 29 грудня 2013 20:15 | Канада | 6 : 3 (3:0, 1:3, 2:0) | Рочестер Американс | Вайлент Арена, Давос Глядачів: 6,303 |

| Протокол | Протокол                            | Протокол | Протокол                                | Протокол                         |
| --- | ----------------------------------- | --- | --------------------------------------- | -------------------------------- |
| | Кріс Мейсон з 40 хвилини Аллен Йорк | Голкіпери | Натан Льювен з 20 хвилини Метью Гаккетт | Арбітри: Денні Курманн К. Оленін |
| Байрон Річі (Джейсон Вільямс) 07:31 Якоб Мікфлікер (Бретт Маклін, Ахрен Спило) 15:05 Якоб Мікфлікер (Ахрен Спило, Джефф Кінрад) 18:41 Д. Вальзер (Даррен Гайдар) 26:06 Байрон Річі (Даррен Гайдар, Тревіс Роше) 50:05 Александр Жіру (Ахрен Спило) 59:17 |                                     | 21:55 Алекс Гачингс (Юган Ларссон) 26:56 Дан Катенначі (Люк Адам, Філ Вароне) 33:11 Джоел Арміа (Філ Вароне, Люк Адам) |                                         | Арбітри: Денні Курманн К. Оленін |
| 10 хв. | Вилучення                           | 10 хв. |                                         | Арбітри: Денні Курманн К. Оленін |
| 34 | Кидки                               | 27 |                                         | Арбітри: Денні Курманн К. Оленін |

### 1/2 фіналу
| 30 грудня 2013 15:00 | «Давос» | 4 : 5 Б (2:1, 1:3, 1:0, 0:0, 0:1) | ЦСКА | Вайлент Арена, Давос Глядачів: 6,303 |

| Протокол | Протокол         | Протокол | Протокол    | Протокол                    |
| --- | ---------------- | --- | ----------- | --------------------------- |
| | Леонардо Дженоні | Голкіпери | Проскуряков | Арбітри: Дідьє Массі Рейбер |
| Енцо Корві (Андрес Амбюхл) 03:28 Ніклас Даніельсон (Ніклас Перссон, Рене Бак) 15:42 Вілле Койстінен (Зденек Кутлак) 34:11 Петр Сейна (Зденек Кутлак, Андрес Амбюхл) 57:25 |                  | 07:12 ІІарі Філппула (Радулов) 20:19 Радулов (Рилов) 29:44 Радулов (Іван Непряєв) 38:09 Жарков (Єгоршев, Прохоркін) |             | Арбітри: Дідьє Массі Рейбер |
| 6 хв. | Вилучення        | 10 хв. |             | Арбітри: Дідьє Массі Рейбер |
| 44 | Кидки            | 33 |             | Арбітри: Дідьє Массі Рейбер |

| 30 грудня 2013 20:15 | «Серветт-Женева» | 6 : 5 (2:0, 2:2, 2:3) | Канада | Вайлент Арена, Давос Глядачів: 6,303 |

| Протокол | Протокол      | Протокол | Протокол   | Протокол                      |
| --- | ------------- | --- | ---------- | ----------------------------- |
| | Тобіас Штефан | Голкіпери | Аллен Йорк | Арбітри: Денні Курманн Патафі |
| Ломбарді 02:46 Голленштайн (Ломбарді, Ромі) 15:22 Пестоні (Ломбарді, Даугавіньш) 23:07 Жакюме (Горан Безіна) 28:13 Ломбарді (Жакюме) 43:05 Вукович (Роланд Гербер, Рівера) 50:06 |               | 24:29 Александр Жіру (Джефф Кінрад) 37:15 Тревіс Роше (Байрон Річі) 39:22 Якоб Мікфлікер (Женуа, Бретт Маклін) 56:40 Даррен Гайдар (Вільямс, Річі) 58:18 Вільямс (Глен Метрополіт, Даррен Гайдар) |            | Арбітри: Денні Курманн Патафі |
| 12 хв. | Вилучення     | 6 хв. |            | Арбітри: Денні Курманн Патафі |
| 24 | Кидки         | 55 |            | Арбітри: Денні Курманн Патафі |

### Фінал
| 31 грудня 2013 12:00 | ЦСКА | 3 : 5 (0:2, 1:2, 2:1) | «Серветт-Женева» | Вайлент Арена, Давос Глядачів: 6,303 |

| Протокол                                                             | Протокол        | Протокол | Протокол     | Протокол                    |
| -------------------------------------------------------------------- | --------------- | --- | ------------ | --------------------------- |
|                                                                      | Растіслав Станя | Голкіпери | Роберт Мейєр | Арбітри: Дідьє Массі Патафі |
| Саприкін (Огурцов, Морозов) 39:00 Фролов 41:15 Зайцев (Фролов) 56:31 |                 | 07:00 Шімек (Голленштайн) 10:24 Голленштайн (Ромі) 23:48 Петрелл (Гербер) 36:21 Ромі (Вукович) 59:00 Даугавіньш (Ломбарді, Безіна) |              | Арбітри: Дідьє Массі Патафі |
| 30 хв.                                                               | Вилучення       | 10 хв. |              | Арбітри: Дідьє Массі Патафі |
| 44                                                                   | Кидки           | 36 |              | Арбітри: Дідьє Массі Патафі |

### Володари Кубка Шпенглера 2013
- Воротарі: Тобіас Штефан, Роберт Мейєр
- Захисники: Гарретт Стаффорд, Джонатан Мерсьє, Маркус Нордлунд, Еліот Антонієтті, Крістіан Марті, Даніель Вукович, Горан Безіна
- Нападники: Юрай Шімек, Метью Ломбарді, Роланд Гербер, Арнауд Жакюме, Інті Пестоні, Джон Фріче-молодший, Крістофер Рівера, Леннарт Петрелл, Каспарс Даугавіньш, Александр Пікард, Кевін Ромі, Коді Альмонд, Деніс Голленштайн

## Найкращий бомбардир за системою гол+пас
Метью Ломбарді («Серветт-Женева») 8 (4+4)

## Команда усіх зірок
- Воротар: Тобіас Штефан («Серветт-Женева»)
- Захисники: Вілле Койстінен («Давос») — Маркус Нордлунд («Серветт-Женева»)
- Нападники: Радулов (ЦСКА) — Метью Ломбарді («Серветт-Женева») — Каспарс Даугавіньш («Серветт-Женева»)

## Телебачення
- Швейцарське радіо та телебачення
- The Sports Network (Канада)
- Eurosport 2
- Nova Sport (Чехія)
- Time Warner Cable Sports Channel (США)